# Marcha de los impuestos
Marcha de los Impuestos fue una jornada de protestas realizada el día 15 de abril de 2017, donde miles de personas en varias ciudades de Estados Unidos se manifestaron para exigir al presidente, Donald Trump, que publicase sus declaraciones de impuestos como hicieron sus predecesores y se convocó en el marco del día en que tradicionalmente termina el plazo de la declaración fiscal en EE. UU., aunque ese año se trasladó al martes 18 de abril de 2017 al caer en sábado y por un festivo local que Washington celebraba el lunes.
Durante la campaña, Trump prometió que liberaría su información de impuestos "más adelante", recuerda la convocatoria a la movilización publicada en la red social Facebook pero unos días después de la llegada del mandatario al poder, su asesora Kellyanne Conway dijo que no iban a difundir esos datos porque al pueblo estadounidense no le importaba.

## Antecedente
Los organizadores de la marcha exigieron que el presidente Trump lanzara sus declaraciones de impuestos del IRS, como había prometido que haría durante su campaña. Las protestas del día del impuesto se han sostenido desde los años 90 y anterior, aunque hasta entonces típicamente por grupos libertarios. El movimiento del partido del té comenzó parcialmente con una protesta del día del impuesto el 15 de abril de 2009.
Durante la campaña, Trump prometió que liberaría su información de impuestos "más adelante", recuerda la convocatoria a la movilización publicada en la red social Facebook va pocos días después de la llegada del mandatario estadounidense al poder, su asesora Kellyanne Conway dijo que no iban a difundir esos datos porque al pueblo estadounidense no le importaba.
La idea de la marcha fue propuesta originalmente en Twitter el 22 de enero de 2017 por la profesora de derecho Jennifer Taub, seguida poco después por el comediante Frank Lesser. Algunos acontecimientos de marzo del día de la marcha de los impuestos se planificaron de forma independiente, sin el conocimiento de los tuits por Taub o Lesser.
A diferencia de la mayoría de las protestas liberales en los Estados Unidos, la Marcha Fiscal no se centró en cuestiones generales sino en una demanda específica.

## Organizadores y participantes
Taub, quien propuso la idea de la marcha en Twitter, más tarde se unió al comité ejecutivo para la marcha. Lesser también ha ayudado a planificar y difundir el evento. Grupos que convocaron la marcha son Federación Americana de Maestros y las agrupaciones Color of Change, Democracy Spring, Media Matters for America, MoveOn.org,la Asociación Nacional de Educación, el Centro Nacional de Derecho de la Mujer y Public Citizen.
A principios de abril de 2017, los organizadores de la marcha escribieron cartas a los miembros del Congreso republicano que habían pedido a Trump que publicara sus declaraciones de impuestos, pidiéndoles que asistieran a la marcha y"Responsabilizar al Presidente"

## Planificación

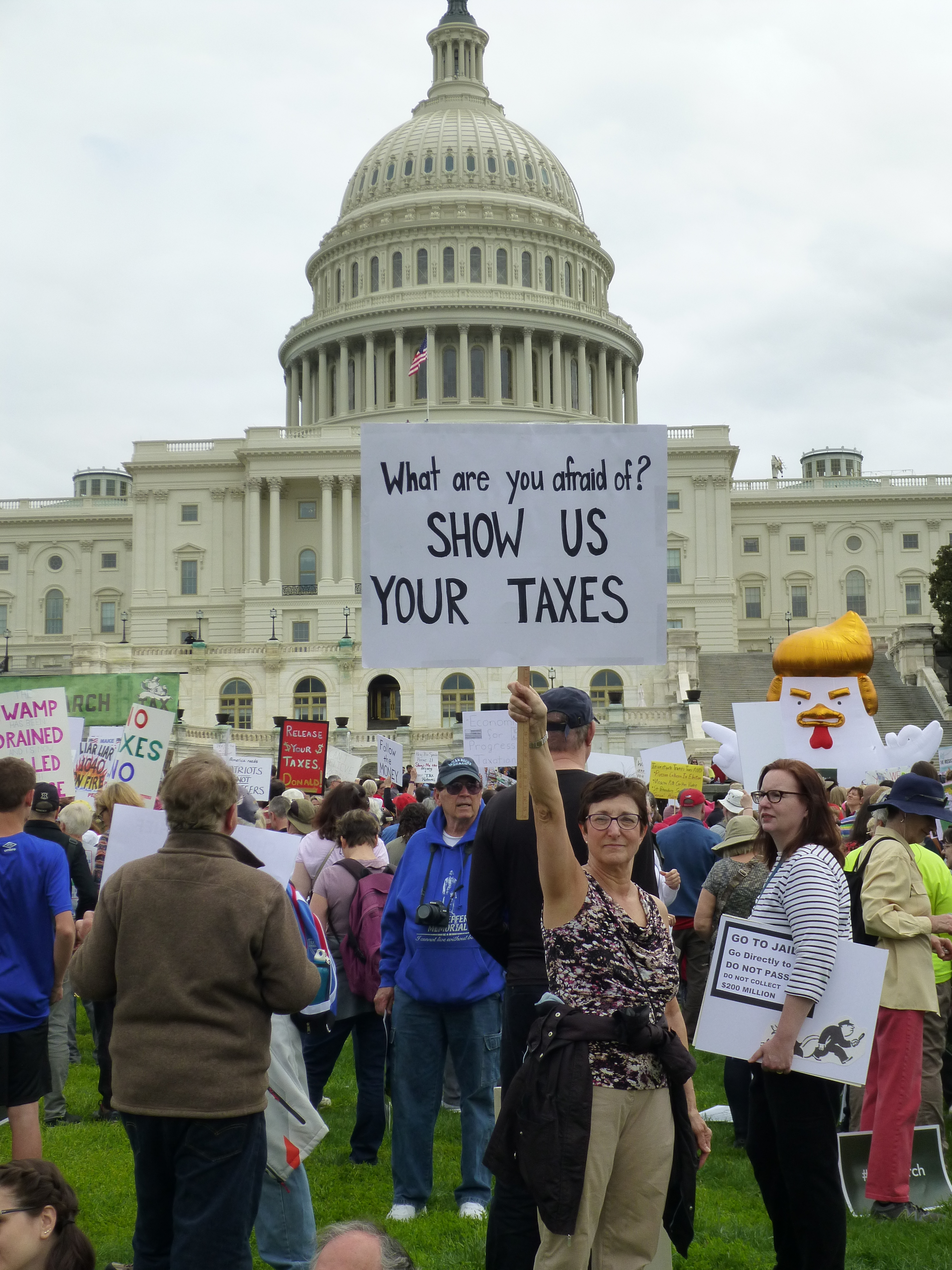
Manifestantes fuera del Capitolio de los Estados Unidos

Se planearon marchas que tuvieron lugar en más de 150 ciudades en los Estados Unidos.  Las marchas en por lo menos dieciocho ciudades de los Estados Unidos incluían pollos inflables gigantes, diseñados originalmente por un artista gráfico en Seattle y fabricados en Zhejiang, China para el Año Nuevo chino (Año del gallo). El organizador de la Marcha de los Impuestos de San Francisco que ordenó los primeros inflables consideró que simbolizaban que «Donald Trump era un gran gallina por no divulgar su declaración de impuestos». Los organizadores que usaron la página de Facebook del Día del Impuesto eligieron centrar los eventos en "Transparencia, conflictos de intereses y un sistema fiscal injusto", según CNBC.

## Localizaciones

### En Estados Unidos
Time informó que la demografía de los manifestantes para la Marcha de Impuestos eran algo mayores que otras protestas contra Trump, como la Marcha de Mujeres.  Había grandes cantidades de personas mayores en las marchas, así como familias con niños. Muchas personas llevaban sombrero de color rosa a partir de marzo de Mujeres, mientras que otros trajeron pollos de plástico o llevaban sombreros de temática rusa o Ushanka En todo el país, más de 120.000 personas participaron en una marcha local o protestas.

#### Washington D. C
La marcha en Washington D. C. empezó con una manifestación en el Capitolio de los Estados Unidos, con discursos de legisladores demócratas, incluyendo al senador Ron Wyden y los representantes Maxine Waters y Jamie Raskin. Los organizadores esperaban hasta 10.000 personas para asistir a la marcha de D.C. Miles de manifestantes asistieron a la marcha.
El día anterior la senadora demócrata Elizabeth Warren expresó su respaldo a la marcha que protagonizaron miles de estadounidenses en más de un centenar de ciudades de Estados Unidos para exigir al presidente Trump que presentara su declaración de la renta.

#### Arizona
En Phoenix, hubo alrededor de 400 manifestantes fuera del edificio del Capitolio del Estado. Los legisladores Ken Clark y Juan Méndez estuvieron presentes en la protesta Alrededor de 1.000 manifestantes marcharon en el centro de Tucson. Se llevó a cabo una Marcha de los Impuestos en Yuma, donde estuvieron presentes los representantes estatales Raúl Grijalva y Charlene Fernández.

#### Nueva York
Centenares de personas se congregaron con carteles, chapas y muñecos a semejanza del presidente Donald Trump en el céntrico Bryant Park de Nueva York, desde donde partió una ruidosa marcha hacia la Torre Trump para exigirle que publicase sus declaraciones de impuestos.
Cientos de manifestantes en Albany se reunieron fuera del Capitolio del Estado. Patricia Fahy fue una de las oradoras en el mitin. 
En Buffalo, Nueva York, a pesar de la lluvia, alrededor de 200 manifestantes protestaron en la ciudad. La marcha de Buffalo incluyó organizaciones como el Buffalo Action, Buffalo Resists, Huddle para el 27, We the People y Citizen Action de WNY. Había 80 residentes de New Hartford se manifestaron para que el presidente Trump publicara su declaraciones de impuestos.

#### California
En Laguna Beach, alrededor de 500 manifestantes llegaron a la playa principal, ocupando espacio en una línea de más de dos manzanas de la ciudad de largo.
En Los Ángeles la protesta comenzó a las 11 de la mañana en las calles Pershing Square, Fifth y Oliver. Terminó en la Alcaldía de Los Ángeles, con oradores que eran legisladores de los niveles locales y del estado. Se calcula que entre 10.000 y 12.000 personas participaron en la manifestación en Los Ángeles. Justine Bateman fue también uno de los oradores en el evento.
Alrededor de 400 manifestantes marcharon en el centro de Modesto. Las protestas en Palo Alto se llevaron a cabo en las dos plazas de la ciudad y también en la tienda de Apple ubicado en la avenida Universidad.
Miles de personas asistieron a una manifestación y marcharon desde el Ayuntamiento de San Francisco, donde participaron oradores como Nancy Pelosi, líder de la minoría de la Cámara de Representantes de los Estados Unidos y David Cay Johnston, periodista que recibió y reveló una parte de la declaración de impuestos de Trump en The Rachel Maddow Show en marzo de 2017. La miembro de la Junta de Supervisores de San Francisco, Jane Kim, declaró en la manifestación: "No tengo miedo de llamar a Trump un enemigo de este estado".
Había cientos de manifestantes en Sacramento, algunos llevaban disfraces Alrededor de 3.000 personas se presentaron para una marcha en San Diego. San José, los manifestantes marcharon desde el Ayuntamiento hasta la Plaza César Chávez donde luego realizaron una manifestación. La marcha tuvo lugar en el centro de la ciudad.   Más de 1.000 manifestantes llenaron las calles del centro de Santa Cruz.  La marcha fue organizada por la organización Santa Cruz Indivisible.  Alrededor de 100 manifestantes llegaron a la marcha en Visalia, que fue planeada por el Partido Democráta del Condado de Tulare, South Valley Civics e Indivisible. También se produjo una protesta en Walnut Creek.

#### Colorado
La marcha en Denver, Colorado, comenzó a las 10 de la mañana en el Civic Center Park, pasó por el centro de la ciudad y luego regresó al parque. Los oradores incluyeron al diputado Jared Polis, a Nathan Woodliff-Stanley, de la Unión Estadounidense por las Libertades Civiles y a los representantes estatales Joseph Salazar, Chris Hansen y Edie Hooton. En Grand Junction, alrededor de 260 manifestantes se reunieron en el Ayuntamiento.

#### Florida
En Naples hubo varios cientos de manifestantes que marcharon cerca Cambier Park. Los participantes también enviaron postales a la Casa Blanca. Sarasota observó a 2.000 manifestantes que asistieron a la Marcha de los Impuestos celebrada en el Parque Bayfront. Unos mil activistas se reunieron en la Torre Trump en West Palm Beach, Florida y marcharon hacia Bingham Island, que estaba cerca del complejo Mar-a-Lago, donde Trump planeaba quedarse el fin de semana. Los manifestantes habrían gritado consignas tales como "no más secretos" cerca de la estación. 

#### Illinois
La marcha en Chicago, Illinois, programó a oradores como el reverendo Jesse Jackson y los representantes estadounidenses Mike Quigley y Jan Schakowsky. La marcha en Chicago tuvo un estimado 2000 - 4000 personas.

#### Indiana
Cuarenta manifestantes se reunieron frente al parque Thomas Centennial en Chesterson. Los organizadores incluyeron Chesterton Resistance Meetup e Indivisible NWI-Chesteron
Alrededor de 250 manifestantes marcharon en Goshen, reuniéndose en el Village Green. Los manifestantes también salieron en Indianápolis.  Un pequeño grupo, organizado por Kokomo Resist, se reunió en el centro de Kokomo. 

#### Maine
Una marcha tuvo lugar en Bangor.  En Portland, hubo 300 personas involucradas en una de las marchas que fue organizada por March Forth y tuvo lugar frente al Ayuntamiento. Otra marcha en Portland comenzó a las 2 p. m. en Deering Oaks y se centró en la inmigración. En Thomaston, una protesta organizada por Midcoast Maine Indivisible marchó en la calle principal.

#### Massachusetts
En Cambridge, alrededor de 2.000 personas se reunieron en Cambridge Common para una manifestación pacífica. El representante Mike Connolly y los activistas Cassandra Bensahih, Emily Kirkland y Spencer O'Dowd fueron los oradores. La manifestación se centró en la solicitud de mostrar la declaración de impuestos de Trump y la reforma fiscal.

#### Míchigan
Había 1.300 manifestantes en Ann Arbor. La representante Debbie Dingell y los representantes estatales Yousef Rabhi y Kristy Pagan, Susan Baskett, Michelle Deatrick, Robert Joseph y Eli Savit fueron oradores en el mitin de Ann Arbor. La marcha fue coorganizada por las organizaciones Michigan a Believe In y Progressives en la Universidad de Míchigan. La marcha pasó por el centro de la ciudad y culminó con un mitin en el Diag en la Universidad de Míchigan.
Protestas similares fueron realizadas en Ann Arbor, Farmington, Hamtramck, Grand Rapids, Pentwater y Marquette, según informó The Detroit News.

#### Minnesota

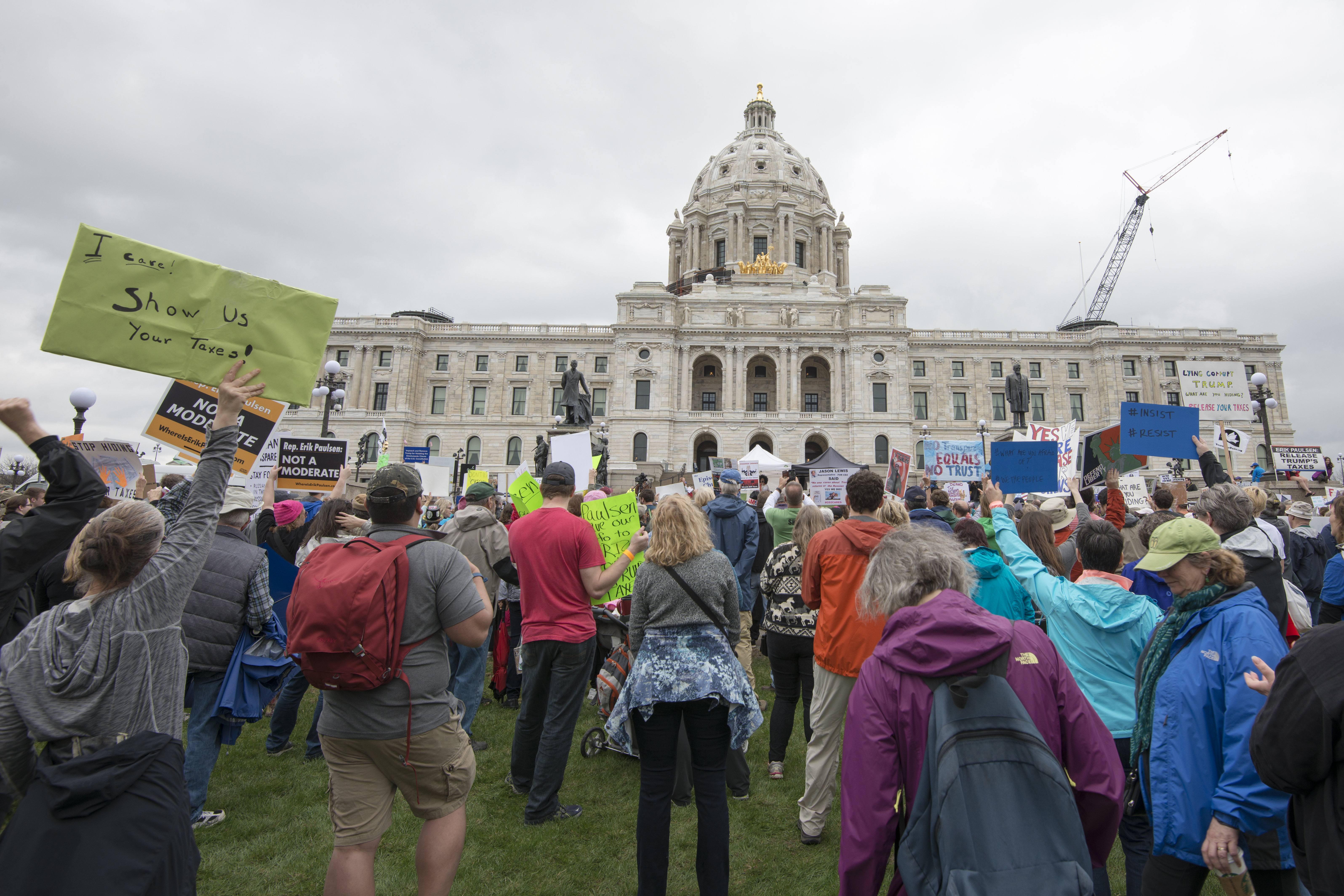
Manifestantes fuera del Capitolio de Minnesota

Había miles de manifestantes en Saint Paul  La auditora estatal Rebecca Otto, habló en la manifestación. El mitin se reunió frente al Capitolio del Estado de Minnesota.

#### Misuri
Una manifestación tuvo lugar en Springfield en las esquinas de Battlefield y Glenstone.

#### Nevada
Alrededor de 200 manifestantes se reunieron alrededor del Trump International en Las Vegas.  Una persona, un periodista, fue arrestado por "invadir propiedad privada" durante la filmación de la protesta. Otras tres personas fueron detenidas, pero eventualmente liberadas en la protesta.
El periodista fue apoyado por su empresa televisiva, KLAS, y fue puesto en libertad el sábado por la noche. En Reno,Nevada se celebró una manifestación con 500 personas en el Parque Wingfield.

#### Nueva Jersey
Manifestaciones tuvieron lugar en Mays Landing, Newton y Plainfield en New Jersey. En Newark, Nueva Jersey, había alrededor de 100 personas que se reunieron en la Plaza Federal. 

#### Carolina del Norte
Grupos de ciudadanos protestaron en Raleigh, Carolina del Norte caminó alrededor del Capitolio del Estado para exigir que Trump divulgar su declración de impuestos. Hubo cientos de manifestantes en la marcha organizada por la organización Progress NC Action.

#### Ohio

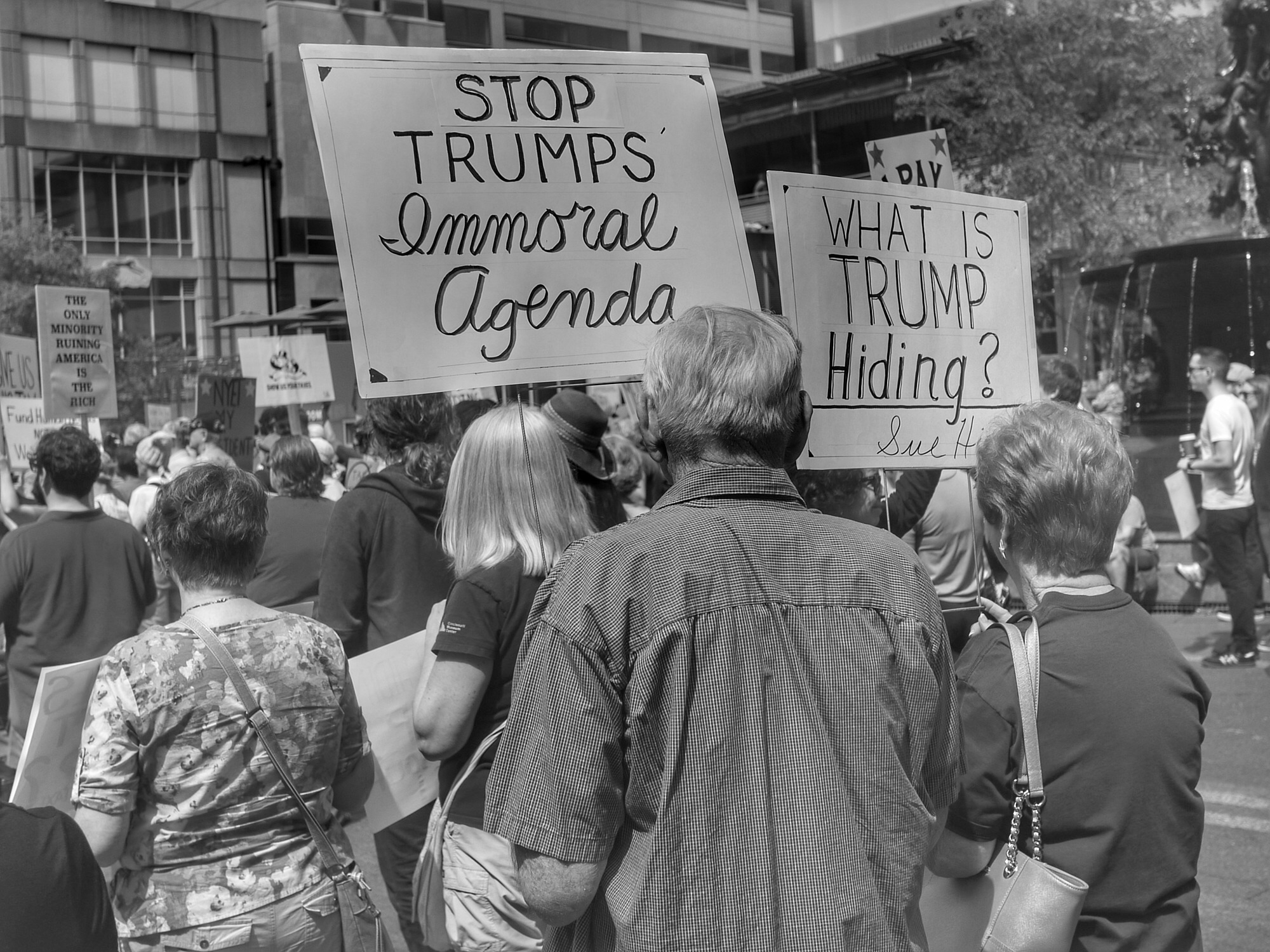
Pancartas en Cincinnati durante la protesta

En Cleveland, el evento se llamó "Marcha de impuestos de Cleveland para la gente, la paz y el planeta: satisfacer las necesidades de la gente, no la avaricia corporativa", y comenzó en el Parque Willard, junto a la estatua del Free Stamp (Sello Libre). Los Manifestantes se movieron más allá del edificio federal y entonces caminaron a la Universidad Estatal de Cleveland. Los organizadores recolectaron cientos de cartas a los senadores de Ohio de los participantes que expresan su deseo de que el presidente Donald Trump presentara a la luz pública su Declración de Impuestos.

#### Oregón
Más de 1000 personas asistieron a la manifestación en Portland. La manifestación comenzó a las 1:30 p. m. en la Plaza Terry Schrunk, y regresó al lugar a las 2:30 p. m. Se dice que la ruta para la marcha fue similar a la de la Marcha de Mujeres en Portland que se organizó en enero de 2017. Se dijo que las actividades posteriores a la marcha continuaron en la Plaza hasta las 4 p. m.  La página de Facebook para la marcha de Portland ha indicado que más de 1.600 personas asistieron al acto de protesta.

#### Pensilvania
Más de 200 manifestantes marcharon en la Marcha de Impuestos en Bethlehem Los manifestantes marcharon en Filadelfia, Pensilvania. Los manifestantes de Filadelfia tomaron una ruta del Ayuntamiento y terminaron en Independence Hall. La policía estimó que había alrededor de 2.000 manifestantes; La manifestación fue pacífica. El líder de la marcha fue Devan Spear, quien es un organizador del Proyecto de Acción Laboral de Estudiantes de Penn. La marcha también ofreció un pollo gigante, inflable.  En Wilkes-Barre, los manifestantes comenzaron en la Plaza Pública y luego marcharon al Palacio de Justicia del Condado de Luzerne.

#### Carolina del Sur
Una pequeña protesta tuvo lugar en Columbia, Carolina del Sur, frente a la Casa de Gobierno. En Myrtle Beach, La organización no gubernamental Grand Strand Action Together organizó una marcha que tuvo lugar en el Mercado Común.

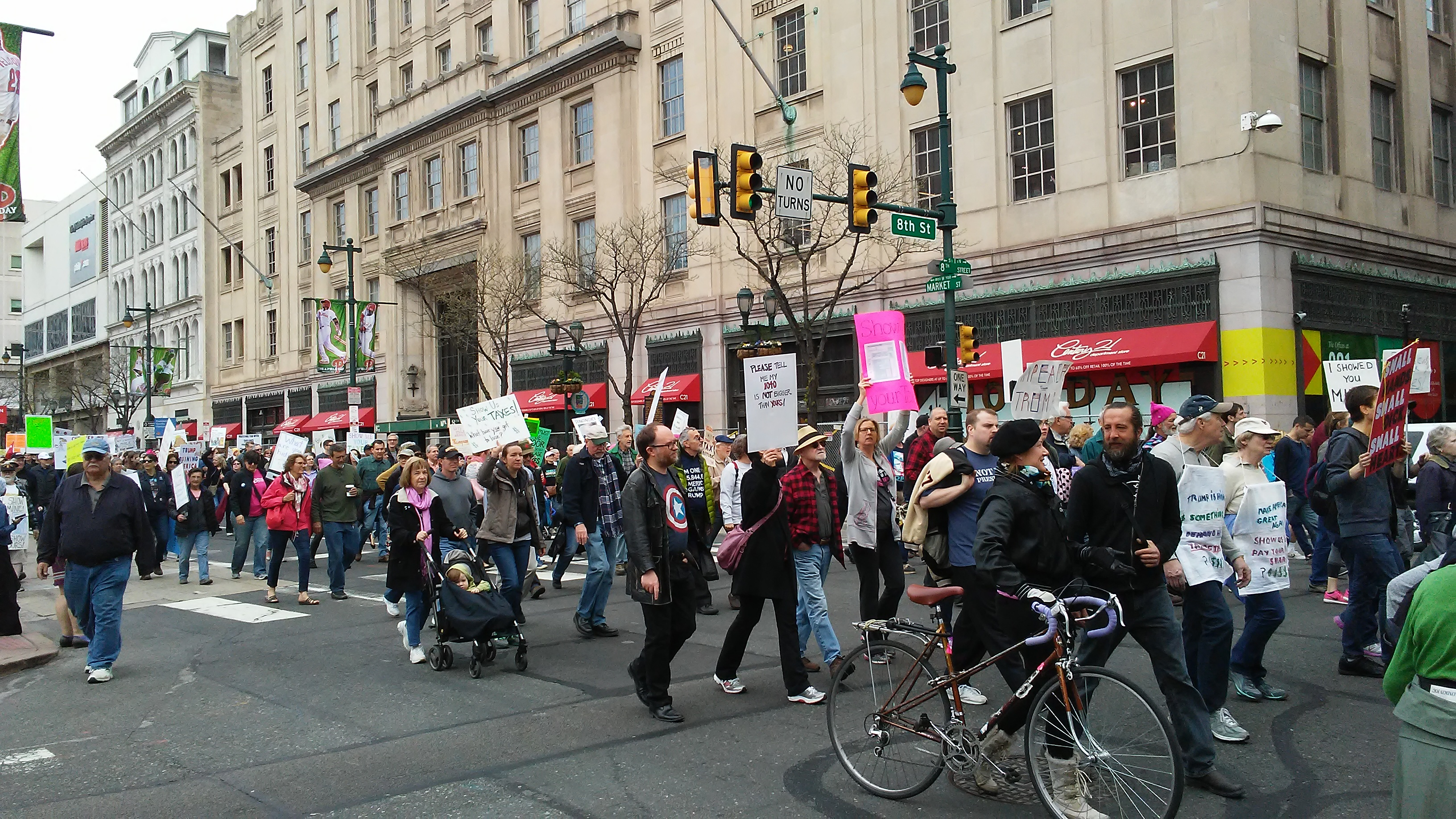
Manifestantes en Filadelfia

#### Utah
Hubo cientos de manifestantes en Salt Lake City, Utah. A 10 pies de altura "Don Pollo", un pollo grande inflable blanco se paró en los escalones del Edificio de Salt Lake City and County. En la manifestación, las pancartas y los oradores mencionaron temas como la inmigración, los rusos, la contaminación del aire y el Monumento Nacional de Bears Ears. Se informó que la multitud había coreado al unísono "¡Cárguelo!".

#### Texas
En Austin, más de mil manifestantes se reunieron en el Capitolio estatal.  Los manifestantes en Fort Worth marcharon por la Avenida principal de la ciudad y después protestaron en el Palacio de Justicia del Condado de Tarrant. La representante Sheila Jackson Lee estuvo en la Marcha de los Impuestos de Houston para apoyar a los manifestantes. Cientos de personas marcharon en Houston para exigir la publicación pública de la Declaración de los Impuestos del Presidente Trump. La gente también traía perros a la marcha con signos en sus collares. El Partido Demócrata del Condado de Walker marchó en el centro de la ciudad de Huntsville para exigir que Trump que presentara su declaración de impuestos.

#### Vermont
Alrededor de 200 manifestantes de Burlington marcharon por el centro de la ciudad hasta el Ayuntamiento. La gobernadora Madeleine Kunin asistió a la manifestación.

#### Estado de Washington
La marcha en Seattle tuvo lugar el mismo día, aunque no el mismo momento, que la marcha de Black Lives Matter del 2 de Maezo de 2017. 
Miles de personas participaron en las protestas, las cuales exigían que Trump publique sus declaraciones de impuestos.
La primera protesta comenzó a las 10 a. m. frente a la oficina del Servicio de Impuestos Internos1 (en inglés: Internal Revenue Service), con varios discursos de políticos y activistas locales, incluyendo a la representante estadounidense Pramila Jayapal de Seattle, quien terminó su discurso diciendo a una multitud de alrededor de 2.000 personas que la afirmación del presidente Trump de que "sólo los periodistas" se preocupan por sus declaración de impuestos es "una noticia falsa". La segunda protesta comenzó alrededor de las 2 p. m. y fue organizada por activistas locales de Black Lives Matter.

### Internacional
Se organizaron marchas en Japón,Alemania,Nueva Zelandia y Reino Unido.

## Reacciones

### Reacción Oficial
El presidente de Estados Unidos, Donald Trump criticó  las marchas realizadas en más de un centenar de ciudades para exigirle que divulgue sus declaraciones fiscales. Por medio de su cuenta en la red social Twitter, el mandatario presumió de haber hecho en noviembre pasado una cosa que parecía imposible para un republicano, ganar el Colegio Electoral, en alusión a su triunfo sobre la demócrata Hillary Clinton. «¿Ahora las declaraciones de impuestos se plantean de nuevo?», preguntó sobre el tema que le demandaron muchos votantes desde la etapa de campaña y que el día anterior había provocado la bautizada como Tax March (Marcha de los Impuestos). Según Trump, «alguien debería investigar quién pagó los pequeños actos organizados. La elección ha terminado».
Cuando se le preguntó a comentar sobre la marcha por The Washington Post el 13 de abril, la Casa Blanca se refirió a los comentarios hechos a principios de la semana por el secretario de prensa Sean Spicer, quien declaró que el presidente estaba bajo auditoría del IRS, pero había sido transparente con sus finanzas

### Protestas de signo contrario
Hubo manifestaciones a favor de Donald Trump y en contra de las protestas de los impuestos en Berkeley, California y en Colorado Springs , Colorado). Hubo choques en ambas manifestaciones, pero no se produjeron arrestos.